# Valasjön (Ytterlännäs socken, Ångermanland)
Valasjön är en sjö i Kramfors kommun i Ångermanland och ingår i Ångermanälven-Gådeåns kustområde. Sjön har en area på 1,98 kvadratkilometer och ligger 99 meter över havet. Sjön avvattnas av vattendraget Bollstaån (Majaån). Vid provfiske har bland annat abborre, gers, gädda och lake fångats i sjön.

## Delavrinningsområde
Valasjön ingår i det delavrinningsområde (698956-158515) som SMHI kallar för Utloppet av Valasjön. Medelhöjden är 173 meter över havet och ytan är 10,1 kvadratkilometer. Räknas de 11 avrinningsområdena uppströms in blir den ackumulerade arean 99,76 kvadratkilometer. Avrinningsområdets utflöde Bollstaån (Majaån) mynnar i havet. Avrinningsområdet består mestadels av skog (68 procent). Avrinningsområdet har 1,97 kvadratkilometer vattenytor vilket ger det en sjöprocent på 19,5 procent.

## Fisk
Vid provfiske har följande fisk fångats i sjön:
- Abborre
- Gärs
- Gädda
- Lake
- Löja
- Mört
- Nors